# Слідство у справі громадянина поза всякими підозрами
«Слідство у справі громадянина поза всякими підозрами» (італ. Cast Indagine su un cittadino al di sopra di ogni sospetto) — італійський кримінальний фільм-драма 1970 року, поставлений режисером Еліо Петрі з Джан Марією Волонте та Флоріндою Болкан у головних ролях. Стрічка брала участь в конкурсній програмі 23-го Каннського міжнародного кінофестивалю та отримала Гран-прі журі та Приз ФІПРЕССІ. У 1971 році фільм здобув премію «Оскар» за найкращий фільм іноземною мовою.

## Сюжет

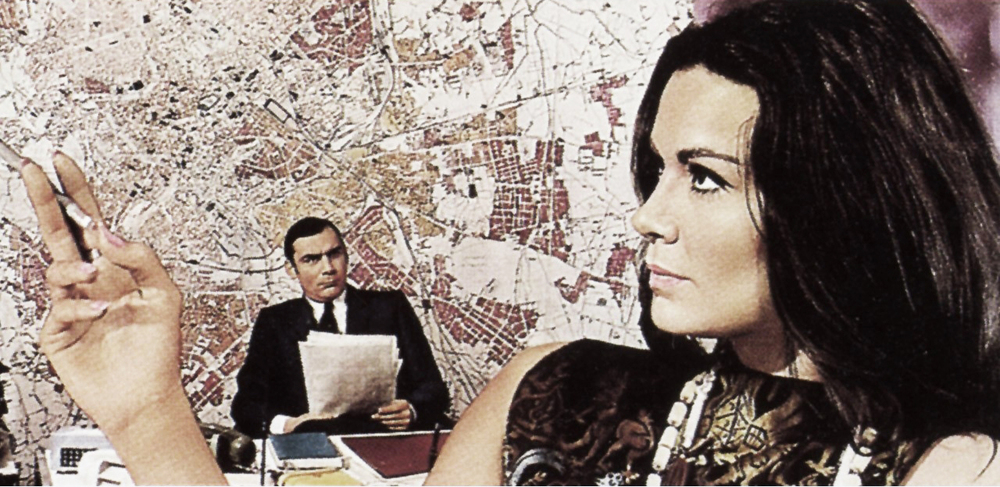
Кадр з фільму

Поліцейський (Джан Марія Волонте), отримавши високу посаду шефа поліцейського управління, в розпал пристрасного побачення з коханкою вбиває її в її ж власній квартирі. При цьому він усвідомлює свою неможливість виконувати покладені на нього службові функції й веде дивну гру з колегами, то намагаючись навести їх на істинного вбивцю, то плутаючи сліди.
Єдиний свідок, молодий анархіст, відмовляється свідчити з ідейних міркувань. Врешті-решт Дотторе (Доктор, як абстрактно-шанобливо називають свого шефа всі навколо), пише покаянного листа та чекає арешту; йому сниться сон, в якому колеги змушують його підписати «зізнання у власній невинності». Герой просинається: за ним прийшли.
У оригінальному варіанті фільм завершує цитата з роману Франца Кафки «Процес»: «Яким би він нам не здавався, він слуга Закону, тобто причетний до Закону, значить, суду людському не підлягає».

## У ролях
| • Джан Марія Волонте | … | Дотторе, начальник поліцейського управління |
| • Флорінда Болкан    | … | Августа Терці, його коханка                 |
| • Джанні Сантуччо    | … | квестор                                     |
| • Ораціо Орландо     | … | Білья                                       |
| • Серджо Трамонті    | … | Антоніо Паче                                |
| • Артуро Домінічі    | … | Мангані                                     |
| • Сальво Рандоне     | … | водопровідник                               |
| • Массімо Фоскі      | … | Терзі, чоловік Августи                      |
| • Алека Пайзі        | … | дівчина інспектора                          |
| • Вітторіо Дузе      | … | Канес                                       |

## Знімальна група
- Автор сценарію — Еліо Петрі, Уго Пірро
- Режисер-постановник — Еліо Петрі
- Продюсер — Марина Чиконья, Даніеле Сенаторе
- Оператор — Луїджі Кувейлер
- Композитор — Енніо Морріконе
- Монтаж — Руджеро Мастроянні
- Художник-постановник — Романо Кардареллі
- Художник з костюмів — Анджела Самачиччія
- Артдиректор — Карло Егіді

## Нагороди та номінації
| Список нагород та номінацій                       | Список нагород та номінацій | Список нагород та номінацій                            | Список нагород та номінацій                                                        | Список нагород та номінацій | Список нагород та номінацій |
| Кінофестиваль/Кінопремія                          | Рік                         | Категорія                                              | Номінант(и)                                                                        | Результат                   | Дж                          |
| ------------------------------------------------- | --------------------------- | ------------------------------------------------------ | ---------------------------------------------------------------------------------- | --------------------------- | --------------------------- |
| Каннський міжнародний кінофестиваль               | 1970                        | Золота пальмова гілка                                  | Слідство у справі громадянина поза всякими підозрами                               | Номінація                   |                             |
| Каннський міжнародний кінофестиваль               | 1970                        | Гран-прі журі                                          | Слідство у справі громадянина поза всякими підозрами                               | Перемога                    |                             |
| Каннський міжнародний кінофестиваль               | 1970                        | Приз ФІПРЕСССІ                                         | Слідство у справі громадянина поза всякими підозрами                               | Перемога                    |                             |
| Премія «Давид ді Донателло»                       | 1970                        | Найкращий фільм                                        | Слідство у справі громадянина поза всякими підозрами (спільно з фільмом «Метелло») | Перемога                    |                             |
| Премія «Давид ді Донателло»                       | 1970                        | Найкращий актор                                        | Джан Марія Волонте                                                                 | Перемога                    |                             |
| Премія «Золотий глобус» (Італія)                  | 1970                        | Найкращий фільм                                        | Слідство у справі громадянина поза всякими підозрами                               | Перемога                    |                             |
| Премія «Золотий глобус» (Італія)                  | 1970                        | Найкращий актор                                        | Джан Марія Волонте                                                                 | Перемога                    |                             |
| Премія «Золотий кубок»                            | 1970                        | Найкращий актор                                        | Джан Марія Волонте                                                                 | Перемога                    |                             |
| Італійський національний синдикат кіножурналістів | 1970                        | Премія «Срібна стрічка» за найкращу режисерську роботу | Еліо Петрі                                                                         | Перемога                    |                             |
| Італійський національний синдикат кіножурналістів | 1970                        | «Срібна стрічка» найкращому акторові                   | Джан Марія Волонте                                                                 | Перемога                    |                             |
| Італійський національний синдикат кіножурналістів | 1970                        | Найкращий оригінльний сюжет                            | Еліо Петрі, Уго Пірро                                                              | Перемога                    |                             |
| Італійський національний синдикат кіножурналістів | 1970                        | Найкращий продюсер                                     | Марина Чиконья, Даніеле Сенаторе                                                   | Номінація                   |                             |
| Італійський національний синдикат кіножурналістів | 1970                        | Найкращий сценарій                                     | Еліо Петрі, Уго Пірро                                                              | Номінація                   |                             |
| Спільнота кінокритиків Нью-Йорка                  | 1970                        | Найкращий сценарій                                     | Еліо Петрі, Уго Пірро                                                              | Номінація                   |                             |
| Премія «Оскар»                                    | 1971                        | Найкращий фільм іноземною мовою                        | Слідство у справі громадянина поза всякими підозрами                               | Перемога                    |                             |
| Премія «Золотий глобус»                           | 1971                        | Найкращий фільм іноземною мовою                        | Слідство у справі громадянина поза всякими підозрами                               | Номінація                   |                             |
| Премія Едгара Аллана По                           | 1971                        | Найкращий художній фільм                               | Слідство у справі громадянина поза всякими підозрами                               | Перемога                    |                             |
| Премія «Юссі»                                     | 1971                        | Диплом за заслуги — Найкращий іноземний фільм          | Слідство у справі громадянина поза всякими підозрами                               | Перемога                    |                             |
| Премія «Лавр»                                     | 1971                        | «Золотий лавр» за найкращий іноземний фільм            | Слідство у справі громадянина поза всякими підозрами                               | Перемога                    |                             |
| Спільнота кінокритиків Канзас-Сіті                | 1971                        | Найкращий іноземний фільм                              | Слідство у справі громадянина поза всякими підозрами                               | Перемога                    |                             |